# Per Stenhammar
Per Jonsson  Stenhammar, född 1664 i Västerplana socken, Skaraborgs län, död 1736 i Västerplana socken, var en svensk stenhuggare och byggmästare. 
Han var son till stenhuggaren Jonas Stenhammar och gift första gången omkring 1685–1723 med Maria Persdotter och andra gången från omkring 1724 med Maria Månsdotter. Han utbildades till stenhuggare av sin far och att han var skicklig i sin yrkesutövning kan man se i de bevarade arbeten han har utfört. Enligt Linnés Västgötaresa från 1746 besökte kung Fredrik hans verkstad 1728 och han erhöll då titeln ålder och tillsynsman för Kinnekulle. Av hans bevarade arbeten känner man till ett antal timstenar i Skarastiftets kyrkor men hans viktigaste arbeten var fullbordandet av De la Gardieska gravkapellet i Varnhems klosterkyrka som påbörjats av Niklas Sten. Bland hans skulpturala arbeten märks en oval rikt ornamenterad stentavla som han utförde 1704. I hans gravskrift nämns även att han under en period var byggmästare vid Läckö slott. 